# Andrew Cunningham
Ne doit pas être confondu avec Andy Cunningham.
Pour les articles homonymes, voir Cunningham.
Andrew Browne Cunningham, 1er vicomte Cunningham de Hyndhope (7 janvier 1883 – 12 juin 1963), est un officier de marine britannique. Amiral de la flotte, il s’illustre dans plusieurs batailles de la Seconde Guerre mondiale en mer Méditerranée avant de devenir en 1943 le First Sea Lord et dirigeant l'Amirauté britannique et les forces maritimes alliées durant les grands débarquements en Europe Occidentale.

## Premiers commandements
Fils d'un éminent médecin écossais, Andrew Cunningham fait son apprentissage de marin à l'école des cadets de la Royal Navy à partir de 1897. À quinze ans, il quitte l'Angleterre pour rejoindre l'Afrique du Sud où il sert quelques mois dans une brigade navale, pendant la guerre des Boers.
À vingt-cinq ans, il obtient son premier commandement et, durant la Première Guerre mondiale, il navigue des Dardanelles à la Mer du Nord.
Dans l'entre-deux-guerres, il connaît une ascension qui le mène au grade de vice-amiral, en 1937. En 1938, il est nommé, à l'Amirauté, chef d'état-major général adjoint, puis, au mois de mai 1939, il prend le commandement de la flotte en Méditerranée. Âgé de 56 ans, il a derrière lui 42 ans de service, dont la moitié en Méditerranée, qu'il connaît à la perfection.

## Les batailles de Tarente et du cap Matapan
Le 10 juin 1940, l'Italie entre dans la Seconde Guerre mondiale en déclarant la guerre à la France et à la Grande-Bretagne. Cunningham prend très vite une position offensive, cherchant à défier les navires italiens.
En juillet 1940, il obtient de l'amiral français Godfroy la neutralisation de la Force X, une flotte française stationnée à Alexandrie, évitant ainsi une répétition du drame de Mers el-Kébir.
Le 11 novembre 1940, il fait attaquer par les escadrilles du porte-avions HMS Illustrious, les navires de guerre italiens à Tarente, immobilisant trois cuirassés pour des mois et renversant la situation stratégique en sa faveur.
Six mois plus tard, le 28 mars 1941, alors que l'Afrikakorps du général Rommel est passé à l'offensive en Libye, il écrase, au cap Matapan, les croiseurs lourds de l'amiral Angelo Iachino. Pour la seconde fois, il utilise l'aviation embarquée du porte-avions Formidable, pour attaquer les navires italiens, cette fois-ci en mer. Ce fut la première grande bataille navale de la Seconde Guerre mondiale et la première bataille aéronavale de l'histoire.
Le 10 septembre 1943, l'amiral Cunningham a l'honneur de recevoir la reddition de la flotte italienne, à La Valette.
Rappelé ensuite à Londres, au mois d'octobre 1943, il prend la suite de l'amiral sir Dudley Pound comme Premier Lord de la Mer, et est nommé Amiral de la flotte.